# Phyllophaga peninsulana
Phyllophaga peninsulana är en skalbaggsart som beskrevs av Moser 1918. Phyllophaga peninsulana ingår i släktet Phyllophaga och familjen Melolonthidae. Inga underarter finns listade i Catalogue of Life.